# Konsole
Konsole — вільне програмне забезпечення, емулятор термінала, що входить до складу середовища KDE. При написанні його коду, на відміну від більшості інших емуляторів, не використовувалась база xterm або rxvt. На початку свого життя єдиним програмістом та автором Konsole був Ларсон Доелль.
Такі програми KDE як Konqueror, Krusader, Kate, Konversation, Dolphin та KDevelop використовують Konsole для впроваждення його функціоналу через KParts.

## Особливості

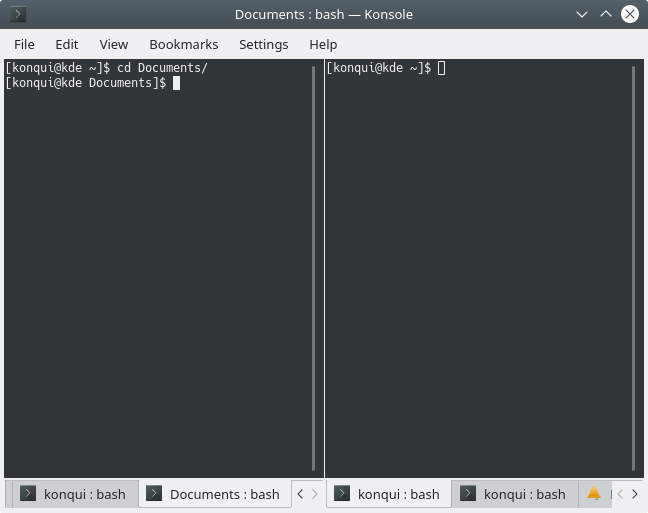
Вікно Konsole в режимі розділеного екрана

- Підтримка вкладок. Назви вкладок оновлюються динамічно, залежно від поточної діяльності.
- Налаштування прозорості тла.
- Режим з розділеним екраном.
- Каталоги та SSH закладки.
- Налаштування зовнішнього вигляду.
- Гарячі клавіші.
- Сповіщення про діяльність в терміналі.
- Система пошуку по тексту.
- Можливість відкривати поточний каталог в Dolphin або іншому файловому менеджері.
- Підтримка експорту в текстовому форматі або в HTML.

## Виноски
1. ↑  The konsole Open Source Project on Open Hub: Languages Page — 2006.
2. ↑  https://cgit.kde.org/konsole.git/tree/COPYING?h=v17.08.0
3. ↑  https://cgit.kde.org/konsole.git/tree/src/main.cpp?h=v17.08.0
4. ↑  The konsole Open Source Project on Open Hub: Licenses Page — 2006.
5. ↑  Writing a Kate Plugin. Архів оригіналу за 25 лютого 2015. Процитовано 8 лютого 2015.